# Symplecta (Psiloconopa) recurva
Symplecta (Psiloconopa) recurva is een tweevleugelige uit de familie steltmuggen (Limoniidae). De soort komt voor in het Nearctisch gebied.